# Zbydniów

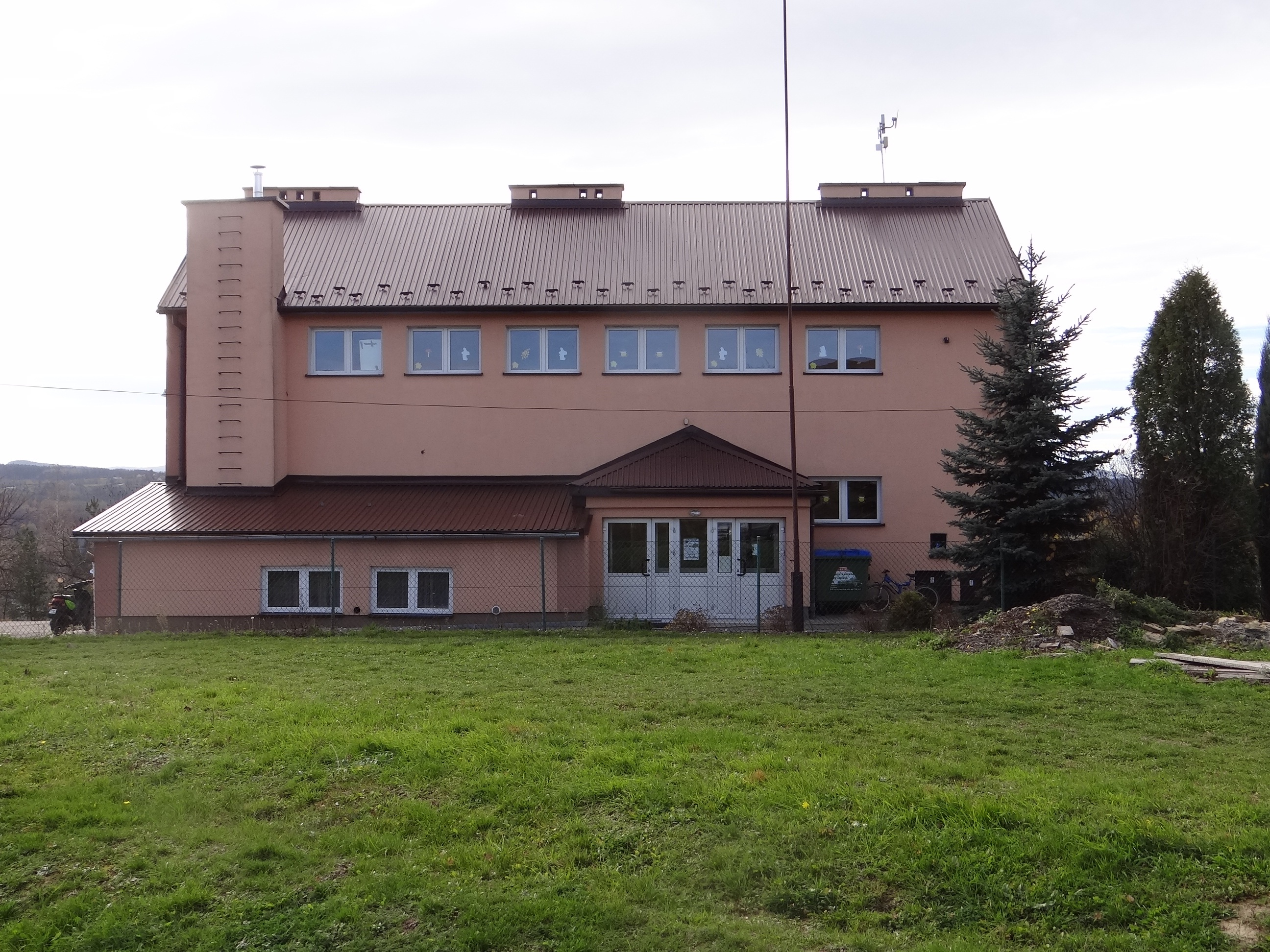
Escuela en Zbydniów.

Zbydniów [zbɨdɲuf] es una aldea en el distrito administrativo de Gmina Łapanów, en el Condado de Bochnia, Pequeña Polonia, en el sur de Polonia. Se encuentra a aproximadamente 4 kilómetros al sur de Łapanów, a 19 km al suroeste de Bochnia, y 38 km al sur-este de la capital de la región de Cracovia.
La aldea tiene una población de 544.